# Escut de Picamoixons

Representació de l'escut heràldic de Picamoixons segons el seu blasonament oficial

L'escut oficial de Picamoixons té el següent blasonament:
Escut caironat: d'argent, un pi de sinople acostat de dos rocs de sable.

## Història
Va ser aprovat el 3 de setembre de 2010 i publicat al DOGC número 5.727 el 4 d'octubre del mateix any.
El pi és el senyal parlant tradicional de la localitat; ja apareix en antics segells municipals del segle xix. Els dos rocs de sable (negres) incorporats modernament són també senyals parlants i fan referència a l'antic nom del poble, Rocabruna, i alhora al·ludeixen etimològicament al molló del topònim, relacionat amb l'extracció de pedra que ha existit al terme de Picamoixons.
Com és norma en tots els escuts de les entitats municipals descentralitzades, el de Picamoixons no porta corona.